# Plášťovce

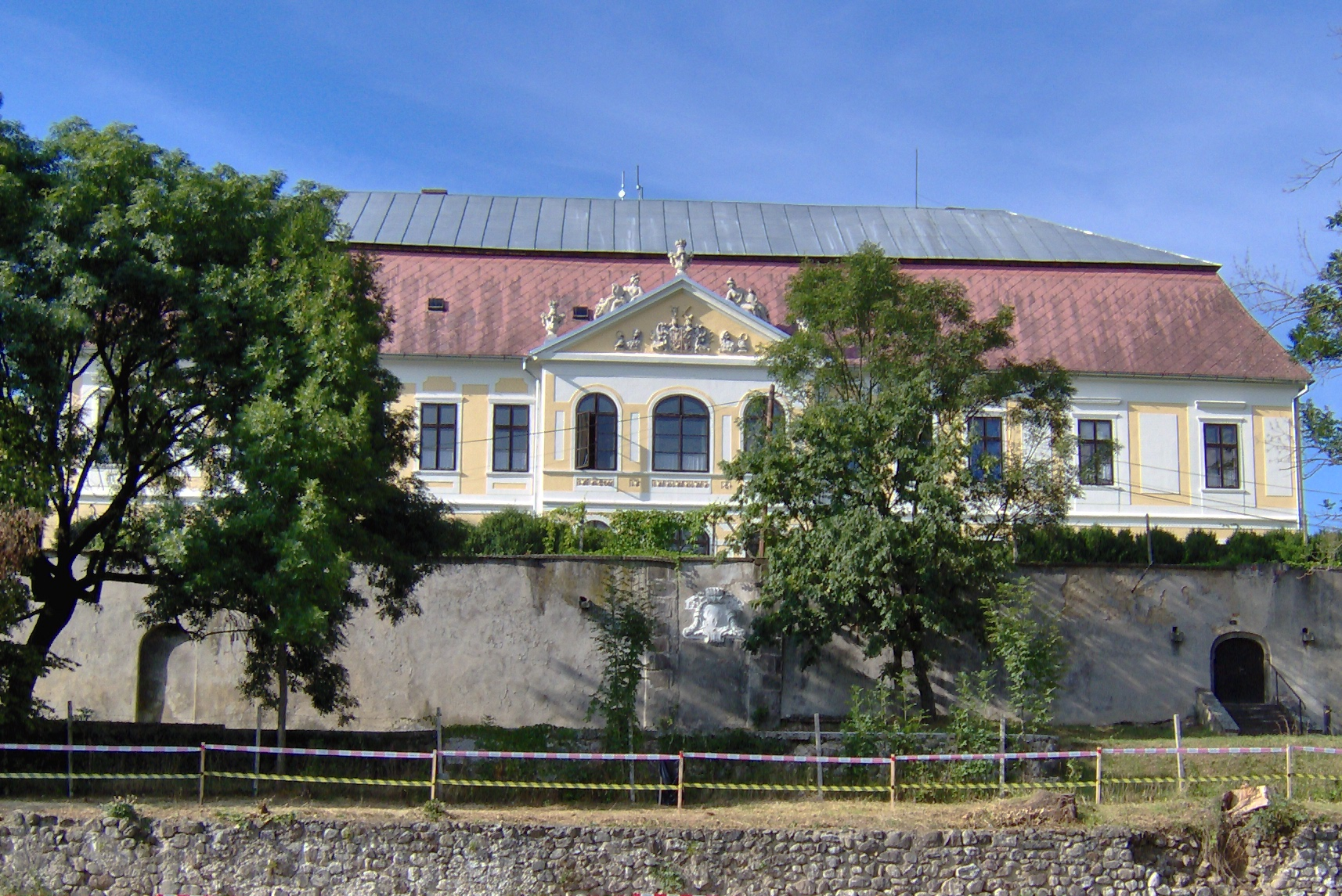
Plášťovce

Plášťovce (Hongaars: Palást) is een Slowaakse gemeente in de regio Nitra, en maakt deel uit van het district Levice.
Plášťovce telt 1.651 inwoners.